# NGC 1910
NGC 1910 је расејано звездано јато у сазвежђу Златна риба које се налази на NGC листи објеката дубоког неба.
Деклинација објекта је - 69° 13' 49" а ректасцензија 5h 18m 33,4s. Привидна величина (магнитуда) објекта NGC 1910 износи 11,2. NGC 1910 је још познат и под ознакама ESO 56-SC99.